# زولت كوفاتش
زولت كوفاتش (بالمجرية: Kovács Zsolt)‏ هو لاعب كرة قدم مجري، ولد في 4 يوليو 1986 في زومباثلي في المجر. لعب مع زومباثلي هالاداس ‏.

## وصلات خارجية
- زولت كوفاتش على موقع قاعدة بيانات كرة القدم.إي يو (الإنجليزية)